# Аркийер, Александр
Александр Аркийер (фр. Alexandre Arquillière; 18 апреля 1870 — 8 января 1953) — французский актёр, драматург и режиссёр, получивший мировую известность после заглавной роли в фильме «Зигомар» Викторена Жассе.

## Биография
Был актёром Андре Антуана и Фирмена Жемье.
Крепко сложённый, с лукавым взглядом и непокорной прядью волос, нередко исполнял роли грубиянов.
В 1908 году снялся в нескольких фильмах Альбера Капеллани («Арлезианка», «Западня» и др).
Популярность ему принесла роль Зигомара в фильмах Викторена Жассе «Зигомар», «Зигомар против Ника Картера» и «Зигомар ускользает».
Позднее снимался у Жермены Дюлак («Улыбающаяся мадам Бёде», 1923), Жана Ренуара («Блед», 1929) и у Жюльена Дювивье («Конец дня» 1939).

## Фильмография
- 1908 — Человек в белых перчатках / L’Homme aux gants blancs
- 1908 — Западня / L’assommoir — Купо
- 1908 — Арлезианка / L’Arlésienne
- 1908 — Тараканова и Екатерина II / Tarakanova et Catherine II
- 1911 — Зигомар / Zigomar — Зигомар
- 1912 — Зигомар против Ника Картера[итал.] / Zigomar contre Nick Carter — Зигомар
- 1913 — Зигомар ускользает / Zigomar, peau d’anguille — Зигомар
- 1923 — Улыбающаяся мадам Беде / La Souriante Madame Beudet — Мсьё Бёде
- 1929 — Блед / Le bled — Кристиан Оффе
- 1939 — Конец дня / La fin du jour — Мсьё Люсьен